# Ethan Page
Julian Micevski, meglio conosciuto con il ring name Ethan Page (Stoney Creek, 20 settembre 1989), è un wrestler canadese sotto contratto con la WWE.
Micevski è di origine macedone e serba, ed è un cristiano ortodosso orientale.
Micevski e sua moglie Viviana si sono sposati il 4 luglio 2015 e hanno due figli. È cintura nera di karate e taekwondo.
In carriera ha detenuto una volta l'NXT Championship, una volta l'NXT North American Championship, due volte l'Impact World Tag Team Championship con Josh Alexander (insieme noti come "The North"), una volta il PWG World Tag Team Championship (sempre con Alexander) e una volta l'Evolve Tag Team Championship con ACH.

## Carriera

### Ring of Honor (2014)
Page lottò come Ethan Gabriel Owens diversi match per la Ring of Honor nel 2014. Esordì il 18 aprile, dove sconfisse Zizou Middoux. Il 7 giugno lottò contro Tommaso Ciampa, nella seconda serata di Road to Best in the World a Collinsville, Illinois. Il 26 luglio, i Monster Mafia (Page e il suo storico partner Josh Alexander) furono sconfitti dai ROH World Tag Team Champion reDRagon. Il 6 settembre a All Star Extravaganza VI; Moose e R.D. Evans hanno sconfissero i Monster Mafia, The Decade (Adam Page e B.J. Whitmer), Caprice Coleman e Takaaki Watanabe in un fatal 4-Way tag team match.

### Impact Wrestling (2017–2021)

#### Varie faide (2017–2019)
Debutto a Impact Wrestling nell'episodio del 30 novembre di Impact come Chandler Park, il cugino di Joseph Park. Lottò il suo primo match il 4 gennaio 2018 a Impact, dove, accompagnato da Joseph, sconfisse Jon Bolen. Nella puntata di Impact del 18 gennaio fu brutalmente attaccato da Kongo Kong come parte della faida di Kong con Abyss (alterego mascherato di Joseph) e sparì dagli show televisivi.
Tornò il 4 ottobre a Impact come Ethan Page interferendo in un match tra Rich Swann e Matt Sydal, favorendo quest'ultimo stabilendosi come heel. A Bound for Glory, Page e Sydal persero contro Swann e Willie Mack. Il 26 gennaio 2019, Sydal lasciò Impact Wrestling, ponendo fine alla loro alleanza.

#### The North (2019–2021)

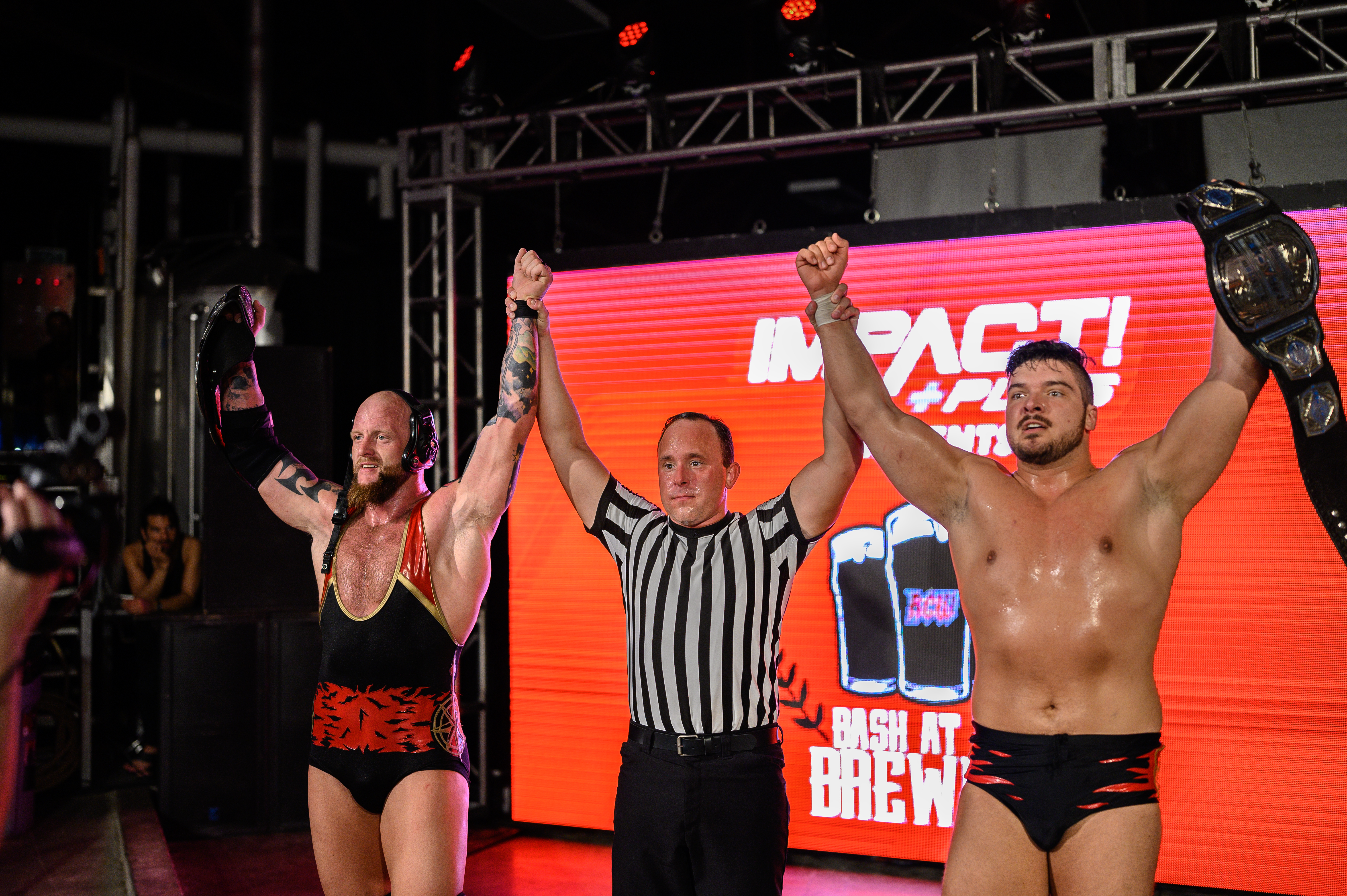
The North festeggia la conquista degli Impact World Tag Team Championship

Nell'episodio del 12 aprile di Impact, si riunì con il suo ex tag team partner del circuito indipendente, il debuttante Josh Alexander. Il tag team assunse il nome "The North" e nel loro match di debutto, vinsero contro El Reverso e Sheldon Jean. Il 5 luglio al Bash at the Brewery 1, The North sconfisse i The Latin American Xchange (Santana & Ortiz) vincendo per la prima volta l'Impact World Tag Team Championship. Mantennero i titoli per oltre un anno, fino a quando non li persero contro The Motor City Machine Guns (Alex Shelley e Chris Sabin). Page e Alexander si ripresero i titoli a Bound for Glory, ma li ripersero a Turning Point, contro i Good Brothers (Doc Gallows e Karl Anderson).
In preparazione per la sua partenza da Impact alla fine del suo contratto, iniziò una storyline in cui accusò Alexander per le loro sconfitte, causando la rottura del North. Fece la sua ultima apparizione ad Hard to Kill, dove fu "ucciso" dal suo alter ego, The Karate Man, in un match cinematografico.

### All Elite Wrestling (2021–2024)
Il 7 marzo 2021, debuttò nella All Elite Wrestling, nel pay-per-view Revolution come il misterioso partecipante del Face of the Revolution Ladder match vinto da Scorpio Sky. Il 10 marzo 2021, lottò nel suo match televisivo a Dynamite, dove batté Lee Johnson.

### WWE (2024–presente)

#### NXT(2024–presente)
Debuttò in WWE nella puntata di NXT del 28 maggio 2024 attaccando Trick Williams dopo che questi si era difeso da Noam Dar e Oro Mensah, stabilendosi come heel. Venne dunque sancito un match tra Page e Williams valevole per l'NXT Championship di quest'ultimo il 9 giugno ad NXT Battleground dove fu tuttavia il campione a prevalere. Il 7 luglio, ad NXT Heatwave, vinse l'NXT Championship in un fatal 4-way match che comprendeva anche il campione Trick Williams, Je'Von Evans e Shawn Spears.
Nella puntata seguente di NXT, Ethan Page ha proclamato che il suo regno verrà conosciuto come "L'era del EGO". Nella puntata di NXT del 16 luglio, Page ha sconfitto Dante Chen mantenendo il titolo, ma a fine round è stato attaccato da Oro Mensah che schieno il campione. Il 6 agosto, nella seconda settimana di The Great American Bash si scontra contro Mensah mettendo in palio il NXT Championship. Page riesce a vincere l'incontro ponendo fine alla loro faida.
Nel PLE, NXT No Mercy, Page ha un match per difendere il titolo di NXT Championship contro Joe Hendry, con Trick Williams come arbitro speciale. Il canadese riesce a battere il rivale con Williams costretto a decretare la vittoria. Nella puntata del 17 settembre 2024 di NXT, Page firma il contratto per un match titolato contro Williams e come arbitro speciale viene scelto CM Punk. Il match, avvenuto durante la puntata speciale di NXT a Chicago del 1°ottobre, sancisce la sconfitta di Page ponendo fine al suo regno dopo 86 giorni.
Nella puntata del 15 ottobre, Page ha vinto un triple threat match contro Wes Lee e Je'Von Evans diventando number 1 contender per l'NXT Championship di Williams.
Il 28 maggio del 2025, Page conquistò l'NXT North American Championship sconfiggendo Ricky Saints.

## Personaggio

### Mosse finali
- Ego's Edge (Crucifix Powerbomb Throw)
- Head Shot (Slingshot Cutter)
- Spinning Dwayne (Spinning Side Slam)
- Total Package Piledriver (Package Piledriver)

### Soprannomi
- "All Ego"[1]
- "The Motion Picture"[1]

## Titoli e riconoscimenti
- Alpha-1 Wrestling
  - A1 Alpha Male Championship (1)[30][31]

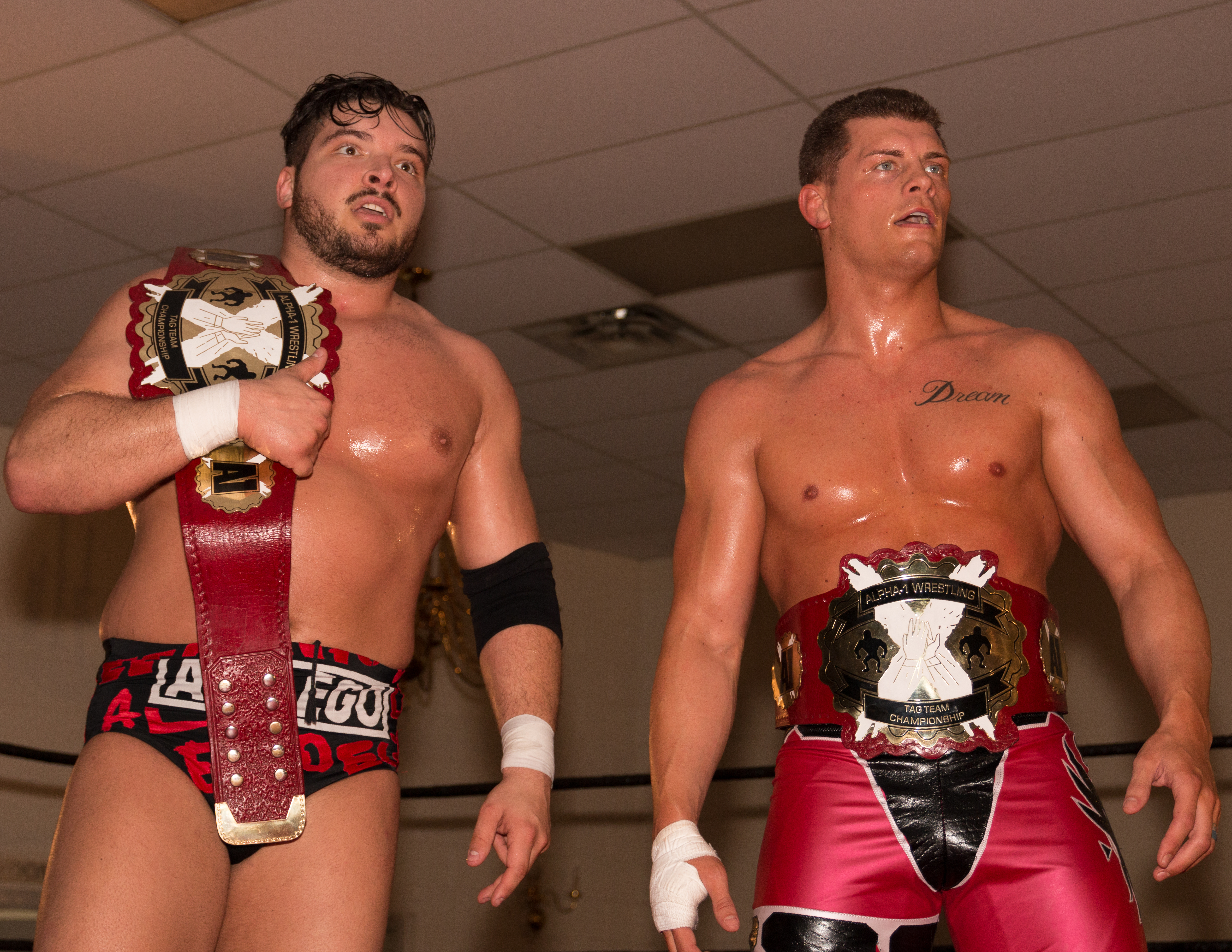
Page e Cody come A1 Alpha Male Champion

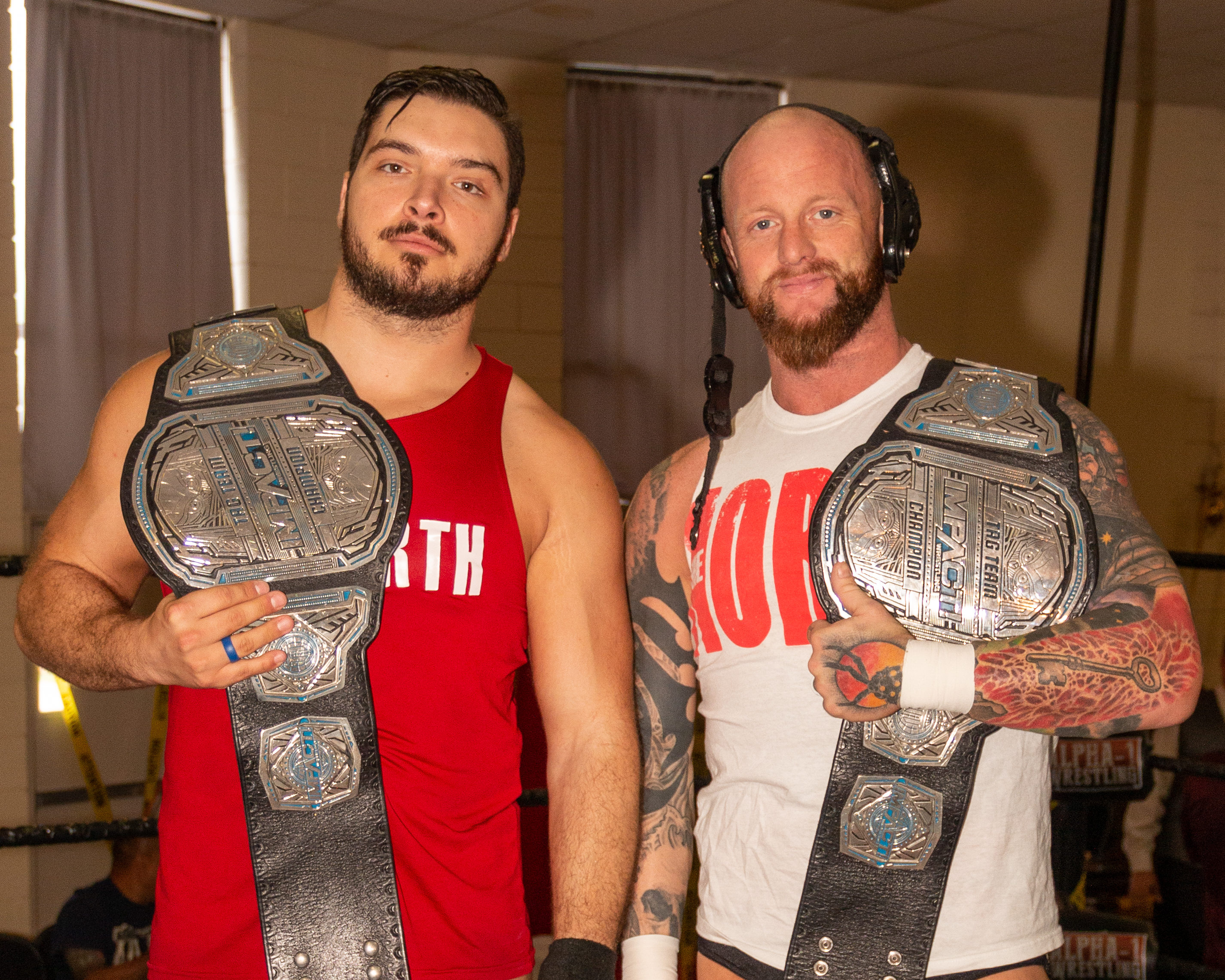
The North come Impact World Tag Team Champion

  - A1 Outer Limits Championship (1)[30][31][32]
  - A1 Outer Limits Championship Tournament (2017)[32][33][34]
  - A1 Tag Team Championship (4) – con Josh Alexander (2), Cody Rhodes (1) e Gavin Quinn (1)[30][31][32]
- All American Wrestling
  - AAW Heavyweight Championship (1)
  - AAW Tag Team Championship (1) – con Michael Elgin
- Absolute Intense Wrestling
  - AIW Absolute Championship (3)[31]
  - JT Lightning Invitational Tournament (2013)[33][34]
- Black Label Pro
  - BLP Tag Team Championship (1) – con Danhausen e Swoggle[35][36]
- Deathproof Fight Club
  - DFC Championship (1)[31]
- Extreme Wrestling League Show
  - EWLS Extreme Championship[37]
- Evolve
  - Evolve Tag Team Championship (1) – con ACH[31]
- Freelance Wrestling
  - Freelance World Championship (1)[38]
- Fringe Pro Wrestling
  - FPW Redline Championship (1)[31]
  - FPW Tag Team Championship (1) – con Josh Alexander[31][32]
- Impact Wrestling
  - Impact World Tag Team Championship (2) – con Josh Alexander
  - Impact Year-End Awards (2)
    - Tag Team of the Year (edizione 2019, edizione 2020) – con Josh Alexander[39]
- Infinity Wrestling
  - GCW-NS Tag Team Championship (1) – con Joey Kings[32][40]
- Insane Wrestling League
  - IWL Tag Team Championship (1) – con Josh Alexander[31]
- International Wrestling Cartel
  - IWC Tag Team Championship (1) – con Josh Alexander
- Pro Wrestling Battle Arts
  - Battle Arts Openweight Championship (1)[31]
- Pro Wrestling Guerrilla
  - PWG World Tag Team Championship (1) – con Josh Alexander[31][32][41][42]
- Pro Wrestling Illustrated
  - 182º tra i 500 migliori wrestler nella PWI 500 (2017)[43]
  - 75º tra i 500 migliori wrestler singoli nella PWI 500 (2024)[44]
  - 4º tra i 500 migliori tag team nella PWI Tag Team 50 (2020) – con Josh Alexander[45]
- Southside Wrestling Entertainment
  - SWE World Heavyweight Championship (1)[32][46]
- The Wrestling Revolver
  - PWR Tag Team Championship (1) – con Josh Alexander[47]
- Union of Independent Professional Wrestlers
  - King of Toronto (2013)[33][34][48]
  - UNION Heavyweight Championship (1)[31]
  - UNION Tag Team Championship (1) – con Joey Kings[31][32]
- WWE
  - NXT Championship (1)[49]
  - NXT North American Championship (1)[50]
- Xcite Wrestling
  - Xcite Heavyweight Championship (1)[51]